# Данешти (Васлуј)
Данешти (рум. Dăneşti) насеље је у Румунији у округу Васлуј у општини Данешти. Oпштина се налази на надморској висини од 216 m.

## Становништво
Према подацима из 2002. године у насељу је живело 2431 становника, од којих су сви румунске националности.

### Хронологија
| Година       | 1992 | 1993 | 1994 | 1995 | 1996 | 1997 | 1998 | 1999 | 2000 | 2001 | 2002 | 2003 | 2004 | 2005 | 2006 | 2007 | 2008 | 2009 | 2010 | 2011 | 2012 | 2013 | 2014 | 2015 | 2016 | 2017 |
| ------------ | ---- | ---- | ---- | ---- | ---- | ---- | ---- | ---- | ---- | ---- | ---- | ---- | ---- | ---- | ---- | ---- | ---- | ---- | ---- | ---- | ---- | ---- | ---- | ---- | ---- | ---- |
| Становништво | 2949 | 2870 | 2811 | 2772 | 2751 | 2709 | 2688 | 2682 | 2674 | 2668 | 2645 | 2613 | 2590 | 2550 | 2534 | 2491 | 2461 | 2411 | 2377 | 2329 | 2308 | 2294 | 2260 | 2240 | 2188 | 2151 |